# Martin Seligman
Martin E. P. Seligman, ameriški psiholog, * 12. avgust 1942, Albany, New York, ZDA. 
Doktoriral je na Univerzi Princeton. Poznan je po delu na teoriji o naučeni nemoči in je po mnenju The Daily Pennsylvanian viden kot oče pozitivne psihologije. Seligman vodi Center za pozitivno psihologijo na Univerzi Pensilvanije. Leta 1998 je bil za enoletni mandat izvoljen za predsednika Ameriškega psihološkega društva, nasledil ga je Richard Suinn.

## Izbrana bibliografija
- Helplessness: On Depression, Development, and Death, 1975
- Learned Optimism: How to Change Your Mind and Your Life, 1991
- The Optimistic Child: Proven Program to Safeguard Children from Depression & Build Lifelong Resilience (Optimističen otrok: preizkušen program za varovanje otrok pred depresijo in ustvarjanje odpornosti za vse življenje), 1996
- Authentic Happiness: Using the New Positive Psychology to Realize Your Potential for Lasting Fulfillment, 2002